# ابراهیما سوری سانکون
ابراهیما سوری سانکون (انگلیسی: Ibrahima Sory Sankhon؛ زادهٔ ۱ ژانویهٔ ۱۹۹۶) بازیکن فوتبال اهل گینه است.
وی همچنین در تیم ملی فوتبال گینه بازی کرده است.